# كانتوبوب
كانتوبوب (بالإنجليزية: Cantopop)‏ و(بالصينية: 粤语流行音乐) ويسمى أيضاً ببوب هونغ كونغي هي موسيقى بوب كانتونية الشعبية في هونغ كونغ وجنوب شرق الصين، بدأت في عقد السبعينات وصارت لها شعبية كبيرة في عقد الثمانينات من القرن الماضي، ومن أشهر مغنيها هم جيجي لاي وجاكي شونغ وفاييه وونغ وليزلي تشونغ وأنيتا موي وصامويل هوي ومغنين آخرين.

## فنانون
|  | هذه القائمة غير مكتملة. فضلاً ساهم في تطويرها بإضافة مزيد من المعلومات ولا تنسَ الاستشهاد بمصادر موثوق بها. (أغسطس 2008) |

|  | هذه القائمة غير مكتملة. فضلاً ساهم في تطويرها بإضافة مزيد من المعلومات ولا تنسَ الاستشهاد بمصادر موثوق بها. (أغسطس 2008) |